# باستا یا
باستا یا (به اسپانیایی: ¡Basta Ya!) یک سازمان مردمی اسپانیایی بود که افراد با مواضع مختلف سیاسی را علیه تروریسم و خشونت، به ویژه در مقابل اتا، و علیه پیشنهاد یک اساسنامه جدید خودمختاری که توسط دولت رئیس‌جمهور خوان خوزه ایبارتسه منتشر شد، متحد می‌کرد. فعالیت‌های اصلی آنها تظاهرات و اعتراض بود. باستا یا جنبش مدنی متشکل از افراد با ایدئولوژی‌های مختلف بود و از هر شهروندی که مایل به ایفای نقش فعال به شرط رعایت سه اصل اساسی آنها بود استقبال می‌کرد: دفاع در برابر تروریسم از هر نوع، صرف نظر از منشأ یا شدت، حمایت از همه قربانیان تروریسم یا خشونت سیاسی و دفاع از حاکمیت قانون، قانون اساسی اسپانیا و مقابله با اساسنامه خودمختاری کشور باسک.